# Денис Франз
Денис Франз Шлахта (енгл. Dennis Franz Schlachta; 28. октобра 1944, Мејвуд, САД), амерички је филмски и ТВ глумац и продуцент.
Најпознатија улога му је у серији Њујоршки плавци за коју је био више пута награђиван, а прославио се и улогама у филмовима Венчање (1978), Дублерка (1984), Пакет (1989), Умри мушки 2 (1990), између осталих.